# نیکیتینکا
نیکیتینکا (انگلیسی: Nikitinka) یک شهرک در شهرستان یرمکیفسکی استان باشقیرستان کشور روسیه است.